# Camilo Simões Pereira
Camilo Simões Pereira (Farim, 27 de fevereiro de 1956) é um médico e político bissau-guineense que ocupou cargos de ministro na Guiné Bissau.

## Biografia
Filho de António Simões Pereira e de Vitoriana Monteiro, seus irmãos são também figuras importantes, a saber: Domingos Simões Pereira, Tiago Simões Pereira, Dionísio Simões Pereira e Bartolomeu Simões Pereira.
Fez a formação superior em medicina pela Universidade Médica Nacional de Donetsk, na ainda União Soviética (URSS), entre 1977 e 1984. Fez ainda a especialização na área de cirurgia geral, na mesma universidade, em 1986. 
Ao retornar da URSS, tornou-se membro do comité dirigente do PAIGC e membro do comité central e do bureau político.
Ocupou algumas funções nos diferentes serviços do Hospital Nacional Simão Mendes e inclusive a de director-geral do hospital, entre 1994 e 1999. Foi professor assistente de cirurgia do curso de pós-graduação médica pela Faculdade de Medicina Raúl Diaz Arguelles. Desempenhou a função do ministro de Saúde, entre 2008 e 2012 e de ministro da Educação, Ensino Superior, Juventude, Cultura e Desportos em 2018.